# Станица обичних возова
Станица обичних возова  је југословенски филм из 1990. године.

## Улоге
| Глумац                | Улога                  |
| --------------------- | ---------------------- |
| Љиљана Међеши         | Светлана, учитељица    |
| Емир Хаџихафизбеговић | Мујага                 |
| Јорданчо Чевревски    | Миле, отправник возова |
| Нада Пани             | Рабија                 |
| Заим Музаферија       | Омер                   |
| Мето Јовановски       | Неми                   |
| Божидар Буњевац       |                        |
| Владо Керошевић       |                        |
| Здравко Биоградлија   |                        |
| Хасија Борић          |                        |
| Драган Данкић         |                        |
| Мелиха Факић          |                        |
| Ранко Гучевац         |                        |
| Хајрудин Хоџић        |                        |
| Давор Јањић           |                        |
| Миленко Иликтаревић   |                        |
| Јовица Јашин          |                        |
| Душко Колак           |                        |
| Стјепан Марковић      |                        |
| Сабрина Садиковић     |                        |
| Енвер Петровци        | Брицо                  |